# 清一色
清一色是麻将的一种和牌形式。手牌只用万，条，饼中的一种牌色組成。日本麻将中的清一色在門清时6翻、非门清时5翻，香港麻雀為7番，台灣麻將為8台，廣東麻雀為10番，國標麻將為24分，港式台牌為80番。

## 概要
日本麻将中，清一色是除了役滿外的最高番數役種，就算開了副露依然高達五番，點數滿貫起跳；門清則跳滿起算，再複合宝牌，可以輕易達到倍滿。不過由於只用一種牌色所以牌面複雜度高，需要很好的牌面掌握能力，快速抓住有效牌，捨棄不易取得的牌為關鍵。
清一色通常需要較好的起手，等待門清的打法較不多見（而且在门清的时候容易搞不清楚多面听要听的牌容易产生振听，最后不得不自摸），一般以快速吃碰達成聽牌；然而此時副露與捨牌會透露給他家危險訊息，他家可能會因此避開放槍。不過由於清一色很容易成為多面聽牌型，所以依然能有高機率以自摸和牌。
清一色和混一色统称为染手。

## 例子
（例）多面聽的牌型
等待六種。
（例）有副露的牌型
有副露的情況，牌型比較簡單，像上面等和牌。順帶一提，上面例子的牌型，以 和牌則多加一氣通貫。

## 關連條目
- 日本麻將